# رايتك
الرينيوم دي التكنولوجيا ، ودعا الإنجليزية RITEKالإنجليزية كلمة الحق، والتكنولوجيا جنبا إلى جنب خلط في كلمة。الرينيوم دي التكنولوجيا في عام 1988 في تايوان التي أنشئت أساسا إنتاج CD سلسلة بما في ذلك CD-R و CD-RW, DVD-R و DVD-RWو DVD+Rو DVD+RW, DVD-RAM و HD DVD، Blu-ray, بلو راي M-Disc; بطاقة التخزين سلسلة يشمل بطاقة CF, على بطاقة SD, MMC بطاقة ومثل ؛ محركات القلم و المنتجات الإلكترونية الاستهلاكية.الرينيوم دي في بضع سنوات أيضا إلى استمرار إطلاق عدد كبير من الأخضر منتجات الطاقة بما في ذلك وحدة الطاقة الشمسية, نظام الطاقة الشمسية بناء، إلخ. ؛ وبالإضافة إلى ذلك، الرينيوم هو أيضا الشاملة في البطارية المنتجات بما في ذلك الخلايا الشمسية, لوحة اللمس المنتجات PMOLED, ايتو الزجاج موصل وغيرها من المنتجات ؛ الرينيوم دي وأيضا في تكنولوجيا النانو والتكنولوجيا الحيوية أن هناك عددا من تطوير المنتج إلى السوق.

## الرينيوم دي التكنولوجيا مؤسس الأوراق إلى التايلاندية السيد
```
الرينيوم دي التكنولوجيا مؤسس يترك في تايلاند في وقت مبكر في عام 1957 بدأت الفينيل السجلات في عام 1958 سجلت إصدار المطرب الشعبي Ziwei الشهرة【الجزيرة الخضراء غن.في ذلك الوقت من الفينيل السجلات التي تنتج كليا باليد، في 45 درجة حرارة مضغوط بيئة مليئة الغاز والمواد الكيميائية السامة، وفي الوقت نفسه كانت المادة سهلة التدهور، مما أدى إلى إنتاج الغلة ليست عالية، جودة يعتمد أيضا على الشيف خبرة يد واحدة.لذلك، من مواد التصنيع، الوقت المستغرق والتكلفة عالية جدا، من الصعب جدا صناعة.خلال هذه الفترة، ويترك في تايلاند إلى سجل على متعددة الاتجاهات تحسن من اليابان إدخال تكنولوجيات جديدة ونماذج جديدة، العثور على المواد الجديدة شرعت في تطوير العملية الجديدة على البرامج والأجهزة السلف تحت تايوان سجل الفينيل الصناعة من القديم السم البيئة، لخلق نوعية أفضل من الفينيل السجلات.
```

```
في الوقت تايوان البيئة التسجيل والمعدات غير كافية، والسماح الأوراق إلى التايلاندية في كثير من مستوى اللعب، جنوب أنبوب الشمال أنبوب وغيرها من الموسيقى تماما طبيعة تعليمية ثقافة يجب حفظها.1980 كبيرة بناء المهنية«استوديو البلاتين», كما المستوردة من سويسرا أربع وعشرين المسار مسجل، هذا هو تايوان أول تسجيل المسارات المتعددة، ودعا اليابانية تسجيل الفنيين تايبيه التوجيه من خلال التبادلات تحت أن اليابان بدأت بالفعل في اختبار القرص المضغوط.بحلول عام 1985 ، تسجيل المواد مع تقدم التكنولوجيا مع الإصلاح الجديد، هو CD R & D تدريجيا الإنتاج الضخم.يترك في التايلاندية المعرفية لتسجيل أنماط نحو التنمية الرقمية هو الاتجاه في المستقبل، في وقت العاجلة الالتزام وضعها في CD ROM من البحث والتطوير.
```

## الرينيوم دي انقسام العالم
1. تايوان: تشونغ لي و هسينشو
2. الصين: يانغتشو ، كونشان
3. فيتنام: مدينة هو تشي مينه
4. كوريا الجنوبية: cheongwon
5. هولندا: ريد كايل ز
6. الولايات المتحدة: لوس أنجلوس

1988
2009

## وصلات خارجية
- الرينيوم المجموعة العالمية الموقع
- الرينيوم دي تايوان الموقع الرسمي
- الرينيوم دي الشمسية تايوان الموقع الرسمي
- الرينيوم الألمانية المؤسسة التعليمية الموقع الرسمي نسخة محفوظة 3 أبريل 2016 على موقع واي باك مشين.
- الرينيوم دي الصين الموقع الرسمي نسخة محفوظة 26 يونيو 2017 على موقع واي باك مشين.